# Річний (Шумерлинський район)
Річни́й (рос. Речной, чув. Речной) — селище у складі Шумерлинського району Чувашії, Росія. Входить до складу Русько-Алгашинського сільського поселення.
Населення — 110 осіб (2010; 189 у 2002).
Національний склад:
- росіяни — 53 %
- чуваші — 40 %